# Iñaki Peciña
Iñaki Peciña Tomé (Irún, 31 de mayo de 1988) es un jugador de balonmano español que juega de pívot en el Chambery Savoie Handball de la LNH. Es internacional con la selección de balonmano de España.
Con España logró la medalla de bronce en los Juegos Mediterráneos de 2018, y su primer gran campeonato con la selección fue el Campeonato Europeo de Balonmano Masculino de 2022, a la edad de 33 años.

## Clubes
| Club                     | País    | Año         |
| ------------------------ | ------- | ----------- |
| Bidasoa Irún             | España  | 2006 - 2010 |
| BM Torrevieja            | España  | 2010 - 2011 |
| Portland San Antonio     | España  | 2011 - 2012 |
| BM Valladolid            | España  | 2012 - 2014 |
| ADC Guadalajara          | España  | 2014 - 2015 |
| BM Villa de Aranda       | España  | 2015 - 2016 |
| BM Ciudad de Logroño     | España  | 2016 - 2017 |
| Pays d'Aix UCH           | Francia | 2017 - 2022 |
| Chambéry Savoie Handball | Francia | 2022 - Act. |

## Participaciones en grandes torneos
| Mundial                                           | Sede                                   | Resultado | Partidos | Goles |
| ------------------------------------------------- | -------------------------------------- | --------- | -------- | ----- |
| Campeonato Mundial de Balonmano Masculino de 2023 | Bandera de Polonia · Bandera de Suecia |           | 9        | 1     |

| Europeo                                           | Sede                                       | Resultado | Partidos | Goles |
| ------------------------------------------------- | ------------------------------------------ | --------- | -------- | ----- |
| Campeonato Europeo de Balonmano Masculino de 2022 | Bandera de Eslovaquia · Bandera de Hungría |           | 9        | 0     |

## Palmarés

### Selección Española
- Medalla de plata en el Campeonato Europeo de Balonmano Masculino de 2022
- Medalla de bronce en el Campeonato Mundial de Balonmano Masculino de 2023